# 小郡鳥栖南スマートインターチェンジ
小郡鳥栖南スマートインターチェンジ（おごおりとすみなみスマートインターチェンジ）は、福岡県小郡市にある九州自動車道のスマートインターチェンジである。

## 概要
本線直結型で建設され、利用可能車種はETC搭載の全車種で24時間運用、上下線ともに出入可となっている。
場所は福岡県小郡市と佐賀県鳥栖市の市境付近にあり、交通利便性の向上や渋滞の緩和、物流の効率化、新たな企業誘致等を目的に設置がなされた。

## 道路
- E3 九州自動車道（9-1番）

## 接続する道路

### 直接接続
- 佐賀県道・福岡県道14号鳥栖朝倉線[4]

## 沿革
- 2018年（平成30年）8月10日 : 国土交通省より連結許可[5]。
- 2023年（令和5年）3月30日 : IC名称が「味坂スマートIC（仮称）」から「小郡鳥栖南スマートIC」に正式決定[6]。
- 2024年（令和6年）6月9日 : 供用開始[1]。

## 隣
E3 九州自動車道
(9)鳥栖JCT - (9-1)小郡鳥栖南スマートIC - (10)久留米IC